# Muñeca sexual

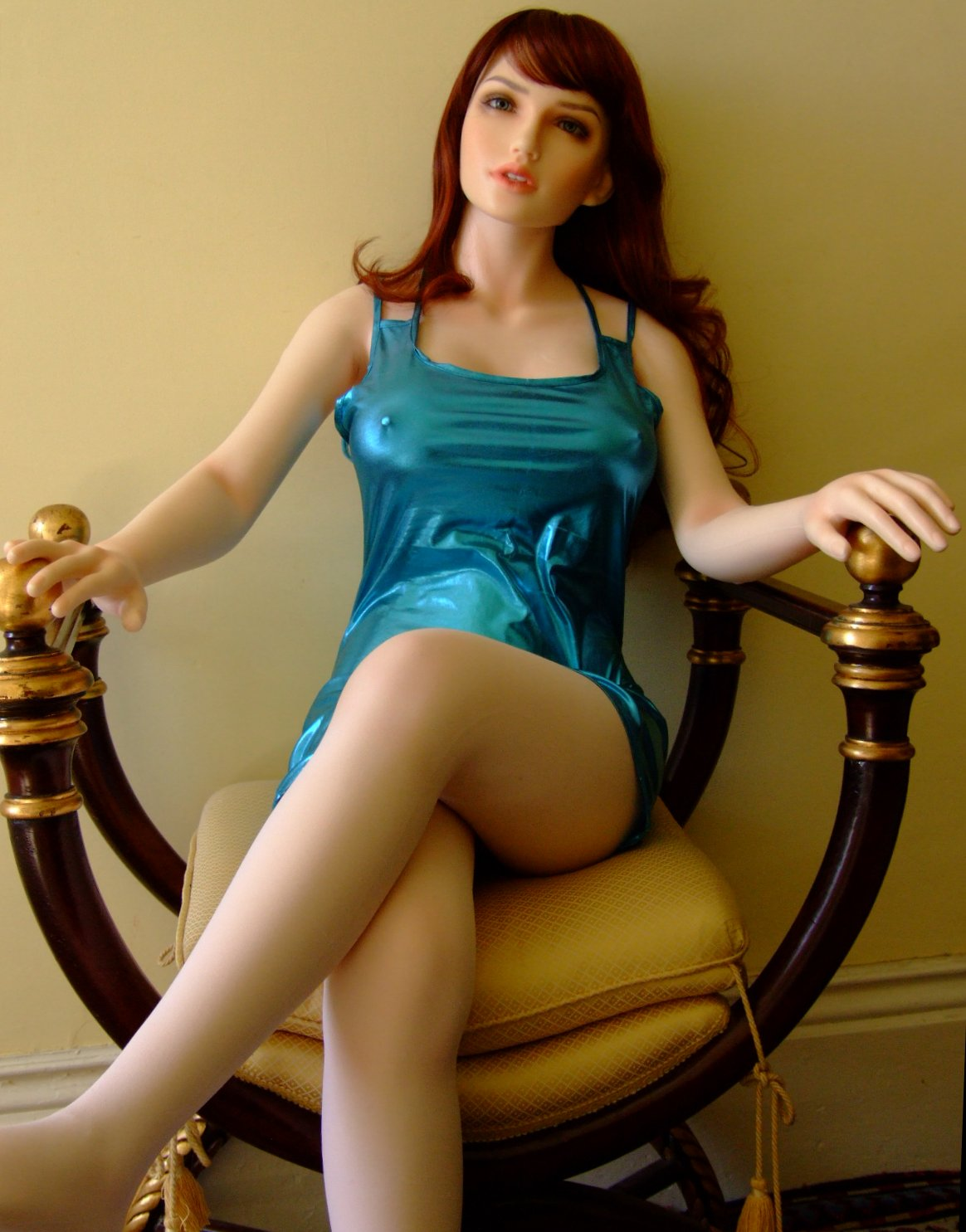
La nueva generación de muñecas sexuales de alta gama.

Una  muñeca sexual también llamada muñeca hinchable o muñeca inflable es un tipo de juguete sexual que emula el tamaño y la forma del cuerpo de una pareja sexual usualmente de forma humana (casi siempre con características femeninas; también las hay con características masculinas o con otras características, por ejemplo alienígena) para actos sexuales simulados y como asistente durante la masturbación. La muñeca sexual puede consistir en un cuerpo entero con la cara, o solamente la parte pélvica, con las aperturas (vagina, el ano, la boca) para la cópula. Las aperturas vibran a veces y pueden ser movibles o intercambiables. El uso de muñecas sexuales no está restringido sólo a los humanos, sino que también está disponible para animales domésticos.

## Historia
Por mucho tiempo, un término de marineros era "dama de viaje" o "dame de voyage" en español y francés, respectivamente, denominando a una muñeca femenina hecha de tela cosida y utilizada por los marineros a bordo de barcos. Fueron primeramente desarrolladas en su forma moderna en Japón y Alemania a finales de la década de 1930 y comienzos de la década de 1940 en Alemania, como parte del proyecto del ejército 'Model Borghild', y en Japón para el uso en submarinos navales. En ambos casos, el objetivo debía ser dar alivio sexual a hombres limitados en un ambiente totalmente masculino. La muñeca 'Bild Lilli' fue a mediados de los años cincuenta una muñeca alemana que se vendió como un juguete sexual para hombres, y cuyo diseño es reputado por haber inspirado a Ruth Handler para hacer la primera muñeca Barbie.
En 1982 un intento de importar un embarque de muñecas sexuales a la Gran Bretaña tuvo la consecuencia no intencionada de levantar todas las prohibiciones para importar artículos "obscenos o indecentes" que arribaran del resto de Europa. Cuando las muñecas fueron confiscadas por trabajadores de la aduana inglesa, David Sullivan de Conegate, LTD llevó el caso hasta el Tribunal de Justicia de la Unión Europea y ganó en 1987. Gran Bretaña se vio forzada a levantar las prohibiciones de importación que databan desde 1876, porque de no haberlo hecho habría constituido una barrera arbitraria al libre comercio según los términos del Tratado de Roma.

## Formas, materiales y precios
Las muñecas sexuales más baratas son inflables o hinchables con aire. Estas muñecas de bajo precio (menos de $500) son generalmente poco agraciadas, hechas de vinilo soldado, y sólo tienen una semejanza pasajera con mujeres u hombres reales, pero tienen una vagina o pene (artificial) y sus usuarios están dispuestos a dejar pasar sus defectos. A menudo estallan en las costuras después de unos pocos usos. Las muñecas de vinilo baratas pueden ser un riesgo para la salud, si contienen grandes cantidades peligrosas de cloruro de vinilo o ftalatos.
En el mercado de la gama de precios mediana ($1000-2000), las muñecas están hechas de látex pesado sin costuras soldadas, tienen cabeza plástica de estilo maniquí y pelucas estilizadas, los ojos son de plástico o de cristal, y manos y pies apropiadamente moldeados. Algunas contienen zonas de cuerpo rellenas de agua. El proceso industrial causa que la mayoría de las muñecas de látex sean entregadas con una cubierta de óxido de zinc que cubre la piel, y esta debe quitarse lavándola. De otro modo, el látex es un material natural inerte y no tóxico, aunque un porcentaje reducido de usuarios pueda descubrir una alergia hacia el látex. Todas las muñecas de látex de cualquier calidad actualmente en el mercado se fabrican en Francia o Hungría.
Las muñecas sexuales más costosas ($6000-35 000 o más) se fabrican con silicona. Pueden ser muy semejantes a personas vivas, con la cara y el cuerpo modelados de mujeres u hombres verdaderos, con material prácticamente igual a la piel humana (igual al utilizado para los efectos especiales de las películas), con pelo realista (o verdadero). Estas muñecas tienen generalmente un esqueleto articulado de PVC o de metal con coyunturas flexibles que permiten ser colocadas en una variedad de posiciones para el despliegue y para actos sexuales. Las muñecas sexuales de silicona son obviamente más pesadas que las que se hinchan (y que consisten en su mayor parte de aire), pero alcanzan cerca de la mitad del peso de un ser humano verdadero de tamaño comparable. Están hechas en EE. UU. y en CHINA.
El mercado de rango medio surgió en los Estados Unidos alrededor de 1995. El mercado ha crecido por dos razones. Primera, los últimos veinte años han visto enormes mejoras por encima de las iniciales sex dolls, y los clientes han logrado darse cuenta de esto a través de la red. Segunda, el método de venta también ha mejorado, ahora mostrando cómo es la muñeca, sus costuras, cabello e incluso los orificios.

### Nuevos materiales y tecnologías
Las muñecas realistas ha evolucionado desde 1995 y los más recientes modelos tienen mejorías significativas por encima de las de hace algunos años. El éxito de las RealDolls ha llevado a otros a tratar de entrar al mercado de muñecas de alta calidad, normalmente usando materiales nuevos como la silicona médica o TPE, compuesta de elastómeros termoplásticos, de gran resistencia y elasticidad.
Tradicionalmente, la silicona médica ha sido utilizada por los fabricantes de muñecas sexuales debido a su verdadera textura y toque realista. Hace unos años, los fabricantes de muñecas sexuales comenzaron a experimentar con otros materiales, haciendo que las muñecas sexuales fueran más asequibles, manteniendo la alta calidad y la naturaleza realista de los juguetes sexuales. Actualmente, los materiales de TPE se han convertido en la materia prima más popular para las muñecas sexuales utilizadas por los fabricantes, y la mayoría de las muñecas sexuales en el mercado hoy en día están hechas de materiales de TPE.
TPE se refiere a elastómeros termoplásticos, a veces denominados cauchos termoplásticos. Está hecho de un polímero híbrido como el plástico y el caucho, y está hecho de un material que tiene propiedades termoplásticas (plástico) y elásticas (caucho). El TPE es un plástico que se extiende hasta 5,5 veces su longitud y es muy suave. El TPE se usa a menudo en la producción de productos de uso diario porque se puede moldear por inyección en cualquier artículo para el hogar hecho de caucho, y estamos seguros de que puede encontrarlo en algunos productos de su hogar.
De hecho, tanto el TPE como la silicona son materiales impermeables que tienen un toque muy realista y se sienten como la piel real del cuerpo humano. Es más asequible que la silicona, es flexible y tiene buenas propiedades de moldeo y una textura suave. TPE se está volviendo más y más popular porque es más fácil de tallar y es muy beneficioso para los escultores de muñecas sexuales para crear modelos de muñecas realmente atractivos y realistas. Esta propiedad hace de este material el mejor y más asequible para la fabricación de muñecas.
La compañía Eighth Wonder LLC creó la versión para adultos del "Osito Teddy", llamado Teddy Babes. Construidos con tela de peluche, han tenido una gran recepción tanto como juguete sexual como obra de arte. 
Una compañía llamada CybOrgasMatrix utiliza un nuevo material, un gel muy elástico con un fuerte efecto térmico de memoria, el cual, según ellos, es superior a la silicona en calidad y también más barato. Su producto de muñeca sexual incluye características adicionales, tales como un motor para el empuje pélvico y capacidad de audio (usando auriculares inalámbricos). 
Los continuos avances dentro de la robótica sugieren que los robots sexuales podrían ser finalmente manufacturados y puestos a la venta.
En julio de 2006, Henrik Christensen de la European Robotics Research Network dijo al periódico Sunday Times del Reino Unido que "la gente estará teniendo sexo con robots dentro de los próximos cinco años."

#### Formas novedosas
En Japón existe la "almohada del amor inflable" ('dakimakura') con una fotografía tamaño natural de alguna estrella porno o de personajes de anime y opcionalmente con un orificio para la penetración, y son muy populares en ese país.
Algunas sex dolls para inflar están hechas con la forma de animales, más notoriamente de oveja y de becerro. Estos inflables sirven más bien para el propósito de regalo de broma o como novedad para una fiesta, y normalmente no son aptas para darles uso sexual.

#### Réplicas humanas
Actualmente ya existen varias empresas que ofrecen la posibilidad de crear una réplica humana en muñeca. Este servicio se ofrece principalmente a parejas que tienen una relación a distancia y quieren seguir teniendo relaciones sexuales entre sí (en este caso con una réplica casi exacta de sí mismos, ya sea en muñeca o en muñeco).